# Ралпачан
Тіцугдецан Ралпачан (805—841) — 9-й імператор (цемпо) Тибету з 817 до 841 року. За нього Тибетська імперія досягла вершини могутності.

## Життєпис

### Зовнішня політика
Походив з Ярлугської династії. Посів трон після свого батька — Тідесронцана у 817 році. У перші роки правління нового імператора при ньому регентом був сановник Банкхабал. 
Відбувалися бойові дії Тибету із танським Китаєм. Тибетська армія на чолі із військовиками Шанджою та Лхасаном вторглася на територію Китаю (області Ючжоу та Лінчжоу), проте зазнала поразки. Після цього військові дії тривали з перемінним успіхом до 821 року, коли почалися мирні перемовини. Врешті-решт у 822 році не було укладено мирний договір, що підтвердив умови Ціншуйського договору 783 року. Водночас було здійснено у 821 році успішний похід проти Уйгурського каганату.

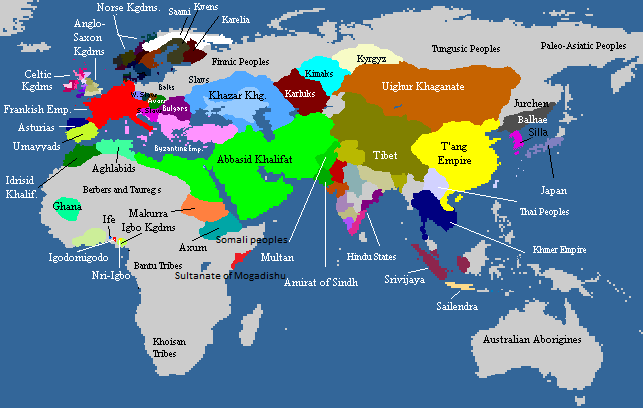
Тибет за часів імператора Ралпачана

### Внутрішня політика
У внутрішній політиці Ралпачан спирався на буддійське духівництво, якому передав значну владу. Здійснювалися заходи з покращення його організації. З Індії було запрошено відомих вчених — Дзинмітру, Шилентрапоті, Джахшилу. Відбувається переклад буддійських книг на тибетською мовою. За Ралпачана відбулася реформа орфографії тибетської мови.
Засновано нові монастирі — Тосамгомсумджі Гомдачу, Чагчодчомдубджі Шладачу, Чойдесумчутемба. Життєдіяльність кожного монаха забезпечували 70 домогосподарств. Було побудовано величезний храм Ушадо Бемедташигепел. Для його спорудження запросили будівельників із Хотану (Кашгарія) та скульпторів і каменярів з Непалу. Цей храм був дев'ятиповерховий.
Водночас заходи здійснені Ралпачаном з централізації влади імператорів (в цьому він наслідував політику своїх попередників) та посилення позицій буддійського духівництва викликали незадоволення у частини населення. Стурбований цим імператор Тибету видав закони, які суворо карали противників буддизму. Проте ці дії не скорили противників імператора. Два сановники — Дагначан, син імператора, та Чоролхалон — вирішили скинути Ралпачана. Спочатку вони переконали старшого брата імператора — Цанму (відомого прихильника буддизму та буддійського монаха) — виїхати з Лхаси у віддалений монастир Балдомон. Після цього заколотники звели наклеп на першого міністра імператора та колишнього регента Банкхабала (невдовзі того стратили). І тільки відсторонивши цих впливових політичних осіб, Дагначан та Чоролхалон під час бенкету вбили Ралпачана й спромоглися передати трон його братомі Дармі.

## Родина
Дружина — Чогрозабал, з племені Чогро.
Діти:
- Дагначан